# Chris Thorburn
Pour les articles homonymes, voir Thorburn.
Chris Thorburn (né le 3 juin 1983  à Sault-Sainte-Marie, dans la province de l'Ontario au Canada) est un joueur professionnel canadien retraité de hockey sur glace.

## Carrière en club
Thorburn commence sa carrière en 1999-2000 dans la Ligue de hockey de l'Ontario (LHO) pour les Centennials de North Bay.
Il participe au repêchage 2001 de la Ligue nationale de hockey et est choisi par les Sabres de Buffalo au deuxième tour, le 50e choix au total. Il ne commence pas pour autant à jouer tout de suite dans la LNH mais continue pour l'équipe de North bay qui déménage et devient le Spirit de Saginaw puis il joue la fin de la saison 2002-2003 pour les Whalers de Plymouth.
En 2003-2004, il intègre à l'équipe réserve de la franchise des Sabres : les Americans de Rochester de la Ligue américaine de hockey.
Au cours de la saison 2005-2006 de la LNH, il joue deux matchs pour les Sabres et réalise une passe décisive. Début octobre 2006, les Sabres le laissant libre de tout engagement, les Penguins de Pittsburgh l'intègrent à leur effectif.
Il rejoint les Thrashers d'Atlanta en échange d'un tour de repêchage 2007.
Le 21 juin 2017, il est repêché des Jets de Winnipeg par les Golden Knights de Vegas lors du repêchage d'expansion de la LNH 2017.

## Statistiques
| Saison     | Équipe                   | Ligue      |     | Saison régulière | Saison régulière | Saison régulière | Saison régulière | Saison régulière |    | Séries éliminatoires | Séries éliminatoires | Séries éliminatoires | Séries éliminatoires | Séries éliminatoires |
| Saison     | Équipe                   | Ligue      | PJ  | B                | A                | Pts              | Pun              | PJ               | B  | A                    | Pts                  | Pun                  |                      |                      |
| 1999-2000  | Centennials de North Bay | LHO        | 56  | 12               | 8                | 20               | 33               | 6                | 0  | 2                    | 2                    | 0                    |                      |                      |
| 2000-2001  | Centennials de North Bay | LHO        | 66  | 22               | 32               | 54               | 64               | 4                | 0  | 1                    | 1                    | 9                    |                      |                      |
| 2001-2002  | Centennials de North Bay | LHO        | 67  | 15               | 43               | 58               | 112              | 5                | 1  | 2                    | 3                    | 8                    |                      |                      |
| 2002-2003  | Spirit de Saginaw        | LHO        | 37  | 19               | 19               | 38               | 68               | -                | -  | -                    | -                    | -                    |                      |                      |
| 2002-2003  | Whalers de Plymouth      | LHO        | 27  | 11               | 22               | 33               | 56               | 18               | 11 | 9                    | 20                   | 10                   |                      |                      |
| 2003-2004  | Americans de Rochester   | LAH        | 58  | 6                | 16               | 22               | 77               | 16               | 3  | 2                    | 5                    | 18                   |                      |                      |
| 2004-2005  | Americans de Rochester   | LAH        | 73  | 12               | 17               | 29               | 185              | 4                | 0  | 1                    | 1                    | 2                    |                      |                      |
| 2005-2006  | Americans de Rochester   | LAH        | 77  | 23               | 27               | 50               | 134              | -                | -  | -                    | -                    | -                    |                      |                      |
| 2005-2006  | Sabres de Buffalo        | LNH        | 2   | 0                | 1                | 1                | 7                | -                | -  | -                    | -                    | -                    |                      |                      |
| 2006-2007  | Penguins de Pittsburgh   | LNH        | 39  | 3                | 2                | 5                | 69               | -                | -  | -                    | -                    | -                    |                      |                      |
| 2006-2007  | Penguins de WBS          | LAH        | 3   | 0                | 1                | 1                | 2                | -                | -  | -                    | -                    | -                    |                      |                      |
| 2007-2008  | Thrashers d'Atlanta      | LNH        | 73  | 5                | 13               | 18               | 92               | -                | -  | -                    | -                    | -                    |                      |                      |
| 2008-2009  | Thrashers d'Atlanta      | LNH        | 82  | 7                | 8                | 15               | 104              | -                | -  | -                    | -                    | -                    |                      |                      |
| 2009-2010  | Thrashers d'Atlanta      | LNH        | 76  | 4                | 9                | 13               | 89               | -                | -  | -                    | -                    | -                    |                      |                      |
| 2010-2011  | Thrashers d'Atlanta      | LNH        | 82  | 9                | 10               | 19               | 77               | -                | -  | -                    | -                    | -                    |                      |                      |
| 2011-2012  | Jets de Winnipeg         | LNH        | 72  | 4                | 7                | 11               | 83               | -                | -  | -                    | -                    | -                    |                      |                      |
| 2012-2013  | Jets de Winnipeg         | LNH        | 42  | 2                | 2                | 4                | 70               | -                | -  | -                    | -                    | -                    |                      |                      |
| 2013-2014  | Jets de Winnipeg         | LNH        | 55  | 2                | 9                | 11               | 65               | -                | -  | -                    | -                    | -                    |                      |                      |
| 2014-2015  | Jets de Winnipeg         | LNH        | 81  | 7                | 7                | 14               | 76               | 4                | 0  | 0                    | 0                    | 0                    |                      |                      |
| 2015-2016  | Jets de Winnipeg         | LNH        | 82  | 6                | 6                | 12               | 81               | -                | -  | -                    | -                    | -                    |                      |                      |
| 2016-2017  | Jets de Winnipeg         | LNH        | 64  | 3                | 1                | 4                | 95               | -                | -  | -                    | -                    | -                    |                      |                      |
| 2017-2018  | Blues de Saint-Louis     | LNH        | 50  | 1                | 6                | 7                | 60               | -                | -  | -                    | -                    | -                    |                      |                      |
| 2018-2019  | Blues de Saint-Louis     | LNH        | 1   | 0                | 0                | 0                | 0                | -                | -  | -                    | -                    | -                    |                      |                      |
| 2018-2019  | Rampage de San Antonio   | LAH        | 40  | 2                | 5                | 7                | 45               | -                | -  | -                    | -                    | -                    |                      |                      |
| Totaux LHO | Totaux LHO               | Totaux LHO | 253 | 79               | 124              | 203              | 333              | 33               | 12 | 14                   | 26                   | 27                   |                      |                      |
| Totaux LNH | Totaux LNH               | Totaux LNH | 801 | 53               | 81               | 134              | 968              | 4                | 0  | 0                    | 0                    | 0                    |                      |                      |